# Præfrontal cortex
Det præfrontale cortex er den forreste del af hjernens frontallap, også kaldet pandelappen.  Hjernen kan inddeles i pandelap, tindingelap, isselap og nakkelap. Pandelappen består derudover af en øvre og en nedre del. Den præcise størrelse, beliggenhed og navnlig afgrænsning af denne anatomiske struktur er omdiskuteret. Området ligger foran de motoriske og præmotoriske områder. Lidt enkelt sagt ligger området foran og øverst i hjernen. 
Det præfrontale cortex medvirker til planlægning af sammensat erkendelse, udtrykkelse af personlighed, beslutningstagning samt tilpasning af social adfærd. Det er også i dette område, at samordning af tanker og handlinger i overensstemmelse med den indre målsætning foregår. 

## Funktioner
Psykologisk omtales området som center for eksekutive funktioner. Hvad disse er og hvordan de defineres, er til diskussion blandt hjerneforskere og psykologer. Der kan være tale om evnen til at:
- Differentiere modstridende tanker
- Bestemme, hvad der er godt og skidt
- Vurdere, hvad der er godt, og hvad der er bedre
- Vurdere ligheder og forskelle
- Finde frem til konsekvenser af handlinger
- Planlægge handlinger
- Udøve social selvkontrol, altså at kunne udsætte behov.

Mange forskere mener, at personligheden og den præfrontale cortex' funktioner er kædet sammen. Dette er omdiskuteret.

## Forbindelser
Den præfrontale cortex har talrige forbindelser til den øvrige del af hjernen. Disse forbindelser er såvel udgående som indgående. Hjernestammens RAS-system samt det limbiske system er vigtige i den sammenhæng.  Der er således forbindelse til regulering af vågenhedsniveauet og via det limbiske system forbindelse til emotioner, panik, raseri, kamp/flugt og basale seksuelle responser.